# Callopistria angustata
Callopistria angustata là một loài bướm đêm trong họ Noctuidae.